# توسانلوي برزند
توسانلوي برزند (بالإنجليزية: Tusanlui-ye Barzand)‏ هي قرية تقع في قسم بائين برزند الريفي في إيران. يقدر عدد سكانها بـ 212 نسمة بحسب إحصاء 2016.